# HD 219279
HD 219279 är en dubbelstjärna belägen i den mellersta delen av stjärnbilden Vattumannen. Den har en kombinerad skenbar magnitud av ca 6,12 och är mycket svagt synlig för blotta ögat där ljusföroreningar ej förekommer. Baserat på parallaxmätning inom Hipparcosuppdraget på ca 5,2 mas, beräknas den befinna sig på ett avstånd på ca 630 ljusår (ca 190 parsek) från solen. Den rör sig närmare solen med en heliocentrisk radialhastighet på ca -35 km/s.

## Egenskaper
Primärstjärnan HD 219279 A är en orange till röd jättestjärna av spektralklass K5 III. Den har en radie som är ca 22 solradier och har ca 314 gånger solens utstrålning av energi från dess fotosfär vid en effektiv temperatur av ca 4 000 K.
HD 219279 är en dubbelstjärna med tre följeslagare.